# Seychellen op de Olympische Zomerspelen 2020
De Seychellen namen deel aan de Olympische Zomerspelen 2020 in Tokio, Japan.

## Atleten
Hieronder volgt een overzicht van de atleten die zich reeds hebben verzekerd van deelname aan de Olympische Zomerspelen 2020.
| sport    | mannen | vrouwen | totaal |
| -------- | ------ | ------- | ------ |
| Atletiek | 1      | 0       | 1      |
| Judo     | 1      | 0       | 1      |
| Zeilen   | 1      | 0       | 1      |
| Zwemmen  | 1      | 1       | 2      |
| totaal   | 4      | 1       | 5      |

## Deelnemers en resultaten

### Atletiek
De Seychellen kregen van de World Athletics een universitaliteitsplaats om één mannelijke atleet naar de Olympiade te sturen.
Mannen
Loopnummers
| atleet     | onderdeel    | series | series | kwartfinale | kwartfinale | halve finale   | halve finale   | finale         | finale         |
| atleet     | onderdeel    | tijd   | rang   | tijd        | rang        | tijd           | rang           | tijd           | rang           |
| ---------- | ------------ | ------ | ------ | ----------- | ----------- | -------------- | -------------- | -------------- | -------------- |
| Ned Azemia | 400 m horden | 51,67  | 8      | n.v.t.      | n.v.t.      | niet geplaatst | niet geplaatst | niet geplaatst | niet geplaatst |

### Judo
De Seychellen ontvingen een uitnodiging van de Tripartite Commissie en de internationale judofederatie om Nantenaina Finesse naar de Olympiade te sturen in de middengewichtcategorie.
Mannen
| atleet             | onderdeel | eerste ronde         | tweede ronde         | derde ronde          | kwartfinale          | halve finale         | herkansing           | finale / BM          | finale / BM    |
| atleet             | onderdeel | tegenstander uitslag | tegenstander uitslag | tegenstander uitslag | tegenstander uitslag | tegenstander uitslag | tegenstander uitslag | tegenstander uitslag | rang           |
| ------------------ | --------- | -------------------- | -------------------- | -------------------- | -------------------- | -------------------- | -------------------- | -------------------- | -------------- |
| Nantenaina Finesse | −90 kg    | bye                  | Nyman V 00–01        | niet geplaatst       | niet geplaatst       | niet geplaatst       | niet geplaatst       | niet geplaatst       | niet geplaatst |

### Zeilen
Seychelse zeilers kwalificeerden één boot in elk van de volgende klassen via de klasse-geassocieerde Wereldkampioenschappen en de continentale regatta's.
Mannen
| atleet          | onderdeel | race | race | race | race | race | race | race | race | race | race | race   | race   | race           | netto punten | eindnotering |
| atleet          | onderdeel | 1    | 2    | 3    | 4    | 5    | 6    | 7    | 8    | 9    | 10   | 11     | 12     | M              | netto punten | eindnotering |
| --------------- | --------- | ---- | ---- | ---- | ---- | ---- | ---- | ---- | ---- | ---- | ---- | ------ | ------ | -------------- | ------------ | ------------ |
| Rodney Govinden | Laser     | 34   | 31   | 34   | 30   | 29   | 32   | 29   | 32   | 28   | 33   | n.v.t. | n.v.t. | niet geplaatst | 278          | 33           |

### Zwemmen
De Seychellen ontvingen een universele uitnodiging van FINA om twee topzwemmers (één per geslacht) in hun respectievelijke individuele evenementen naar de Olympische Spelen te sturen, op basis van het FINA-puntensysteem van 28 juni 2021.
Mannen
| atleet         | onderdeel         | series  | series | halve finale   | halve finale   | finale         | finale         |
| atleet         | onderdeel         | tijd    | rang   | tijd           | rang           | tijd           | rang           |
| -------------- | ----------------- | ------- | ------ | -------------- | -------------- | -------------- | -------------- |
| Simon Bachmann | 200 m vlinderslag | 2.03,54 | 38     | niet geplaatst | niet geplaatst | niet geplaatst | niet geplaatst |

Vrouwen
| atlete          | onderdeel     | series  | series | halve finale   | halve finale   | finale         | finale         |
| atlete          | onderdeel     | tijd    | rang   | tijd           | rang           | tijd           | rang           |
| --------------- | ------------- | ------- | ------ | -------------- | -------------- | -------------- | -------------- |
| Felicity Passon | 100 m rugslag | 1.04,66 | 38     | niet geplaatst | niet geplaatst | niet geplaatst | niet geplaatst |
| Felicity Passon | 200 m rugslag | 2.16,18 | 26     | niet geplaatst | niet geplaatst | niet geplaatst | niet geplaatst |